# Taenioides gracilis
Taenioides gracilis är en fiskart som först beskrevs av Valenciennes, 1837.  Taenioides gracilis ingår i släktet Taenioides och familjen smörbultsfiskar. Inga underarter finns listade i Catalogue of Life.